# Чарлз Лотън
Чарлз Лотън (на английски: Charles Laughton) е английски драматичен и филмов актьор. Актьор с голям творчески диапазон, играе еднакво убедително и драматични, и комедийни роли. 

## Биография
Роден е на 1 юли 1899 година в Скарбъроу в семейството на собственици на хотел. През 1925 година постъпва в Кралската академия за драматично изкуство и през следващата година дебютира в театъра, участва в театър „Олд Вик“, а скоро и в киното, като през следващите години работи както в Англия, така и в Съединените щати. Става първият англичанин, удостоен с награда „Оскар“ – за ролята си във филма на Александър Корда „Личният живот на Хенри VIII“ („The Private Life of Henry VIII“, 1933).
Чарлз Лотън умира на 15 декември 1962 година в Холивуд, Лос Анджелис.

## Роли в театъра
- Просперо – „Бурята“ – Уилям Шекспир
- Анджело – „Мяра за мяра“ – Уилям Шекспир
- Макбет – „Макбет“ – Уилям Шекспир
- Крал Лир – „Крал Лир“ – Уилям Шекспир
- Дяволът – „Дон Жуан в ада“ – Джордж Бърнард Шоу
- Еркюл Поаро – „Фаталното алиби“ – Агата Кристи
- Галилео – „Галилео“ – Бертолд Брехт
- Осип – „Ревизор“ – Николай Гогол и др.

## Избрана филмография
| Година | Филм                        | Оригинално заглавие            | Роля                   | Режисьор           |
| ------ | --------------------------- | ------------------------------ | ---------------------- | ------------------ |
| 1933   | Личният живот на Хенри VIII | The Private Life of Henry VIII | Хенри VIII             | Александър Корда   |
| 1935   | Клетниците                  | Les Misérables                 | инспектор Емил Жавер   | Ричард Болеславски |
| 1936   | Рембранд                    | Rembrandt                      | Рембранд               | Александър Корда   |
| 1941   | В началото бе Ева           | It Started with Eve            | Джонатан Рейнолдс      | Хенри Костър       |
| 1943   | Манхатански разкази         | Tales of Manhattan             | Чарлз Смит             | Жулиен Дювивие     |
| 1957   | Свидетел на обвинението     | Witness for the Prosecution    | сър Уилфрид Робъртс    | Били Уайлдър       |
| 1960   | Спартак                     | Spartacus                      | Гракх (римски сенатор) | Стенли Кубрик      |